# Општина Албак (Алба)
Албак (рум. Albac) општина је у Румунији у округу Алба.
Oпштина се налази на надморској висини од 627 m.